# ۵۹۳ (پیش از میلاد)
۵۹۳ (پیش از میلاد) ۵۹۳مین سال قبل از تقویم میلادی است.